# Али (село)
Али (рос. Алы) — село у Евено-Битантайському улусі Республіки Сахи Російської Федерації.
Населення становить 0 осіб. Належить до муніципального утворення Нижнє-Битантайський наслег.

## Історія
Згідно із законом від 30 листопада 2004 року органом місцевого самоврядування є Нижнє-Битантайський наслег.

## Населення
| 2002 | 2010 |
| ---- | ---- |
| 0    | →0   |